# Hans Öberg
Hans Andreas „Stöveln” Öberg (ur. 21 listopada 1926 w Valbo, zm. 11 marca 2009 w Gävle) – szwedzki hokeista, napastnik, reprezentant Szwecji, olimpijczyk, medalista olimpijski z Oslo.

## Kariera klubowa
- Gävle GIK (1945–1964)

## Sukcesy
Reprezentacyjne
- Zimowe igrzyska olimpijskie
  -  1952
- Mistrzostwa Świata
  -  1953 i 1957
  -  1954 i 1958

Klubowe
- Mistrzostwo Szwecji 1957 z Gävle GIK

Indywidualne
- Guldpucken w sezonie 1956/57
- Rinkens riddare w sezonie 1962/63

Wyróżnienia
- Galeria Sławy szwedzkiego hokeja na lodzie